# Torymus ringofuschi
Torymus ringofuschi är en stekelart som beskrevs av Kamijo 1979. Torymus ringofuschi ingår i släktet Torymus och familjen gallglanssteklar. Inga underarter finns listade i Catalogue of Life.